# Saint-Jean-d'Illac
 Saint-Jean-d'Illac  là một xã thuộc tỉnh Gironde trong vùng Aquitaine tây nam nước Pháp. Xã này nằm ở khu vực có độ cao trung bình 46 mét trên mực nước biển.